# Phalaenopsis inscriptiosinensis
Phalaenopsis inscriptiosinensis (можлива українська назва Фаленопсис інскрипціозіненсіс) — епіфітна трав'яниста рослина родини орхідні.
Вид не має усталеної української назви. В україномовних джерелах використовується наукова назва Phalaenopsis inscriptiosinensis.
На думку деяких авторів є синонімом Phalaenopsis sumatrana.

## Біологічний опис
Моноподіальний епіфіт середніх розмірів.
Стебло укорочене, приховане основами 3-5 листків.
Коріння добре розвинене, довге і звивисте.
Листя довгасто-овальне, завдовжки 8-16 см, шириною 4-8 см.
Квітконіс багаторічний, простий, зелений, коротший за листя. Його довжина 7-11 см. Несе 2-5 послідовно відкриваються квіток.
Квіти в діаметрі до 3,5 см, щільної текстури, слабо ароматні, довгоживучі. Основний тон пелюсток варіює від жовтого до білуватого, біло-жовтого або біло-зеленуватого відтінку. Пелюстки поцятковані поперечними червоно-коричневими смужками.
Сезон цвітіння в природі — весна — літо.

## Ареал, екологічні особливості
Центральна частина Суматри.
На гілках і стовбурах дерев у лісах на висотах нижче 914 метрів над рівнем моря.
Сезонні зміни температури повітря незначні. Вдень 25°С, вночі 18-19°С. Відносна вологість повітря весь рік 76-84%. Середньомісячна кількість опадів близько 150 мм влітку, від 200 до 300 мм з жовтня по травень.
У природі рідкий. Відноситься до числа видів, що охороняються (другий додаток CITES).

## Історія опису
Знайдений на Суматрі в 1981 році доктором Ліем Хе Вай екземпляр фаленопсиса був привезений до Америки в Аборетум Лос-Анджелесу. Де і розквітла у липні 1982 р. Новий  вид описаний з цього екземпляру.
Phalaenopsis inscriptiosinensis знаходили і замальовували понад століття тому, але в той час вид не був описаний. Історія комплексу видів Phalaenopsis sumatrana , Phalaenopsis zebrine і Phalaenopsis inscriptiosinensis досить заплутана з часів славнозвісного ботаніка Райхенбаха, який займався цією групою рослин.

## Використання
Температурна група — тепла. Для нормального цвітіння обов'язковий перепад температур день/ніч в 5-8°С.
Вимоги до  світла: 1000–1200  FC, 10760-12912 lx.
Старий квітконіс не видаляють поки він не висох самостійно. Оскільки в наступні роки він може давати бутони повторно.
Загальна інформація про агротехніку у статті Фаленопсис.
Вид використовується в гібридизації.

## Первиннігібриди(грекси)
- Baylor — gigantea х inscriptiosinensis (T. Brown (Atmo Kolopaking)) 1984
- Cecile — bellina х inscriptiosinensis (Saskia Kaufmann) 2007
- Flores Sunset — inscriptiosinensis х floresensis (Hou Tse Liu) 2004
- Fribourg — violacea х inscriptiosinensis (Luc Vincent) 1992
- Inscript-Micholitz — inscriptiosinensis х micholitzii (Peter Lin) 2004
- Little Spot — amabilis х inscriptiosinensis (Luc Vincent) 2006
- Linda Grainger — equestris х inscriptiosinensis (Luc Vincent) 1995
- Paskal Indukbaru — javanica х inscriptiosinensis (Ayub S Parnata) 1985
- Paul Vincent — mannii х inscriptiosinensis (Luc Vincent) 1999
- San Shia Spot — aphrodite х inscriptiosinensis (Hou Tse Liu) 2006
- Timmons — fasciata х inscriptiosinensis (T. Brown (Atmo Kolopaking)) 1984
- Wössner Luedde-Sin — inscriptiosinensis х lueddemanniana (Franz Glanz) 1991